# Arquidiócesis de Brazzaville
La arquidiócesis de Brazzaville (en latín: Archidioecesis Brazzapolitana y en francés: Archidiocèse de Brazzaville) es una circunscripción eclesiástica de la Iglesia católica en República del Congo. Se trata de una arquidiócesis latina, sede metropolitana de la provincia eclesiástica de Brazzaville. Desde el 21 de noviembre de 2021 su arzobispo es Bienvenu Manamika Bafouakouahou.

## Territorio y organización
La arquidiócesis tiene 14 450 km² y extiende su jurisdicción sobre los fieles católicos de rito latino residentes en el departamento de Brazzaville y en el distrito de Ngabé en el departamento de Pool.
La sede de la arquidiócesis se encuentra en la ciudad de Brazzaville, en donde se halla la Catedral del Sagrado Corazón. 
La arquidiócesis tiene como sufragáneas a las diócesis de: Gamboma y Kinkala.
En 2020 en la arquidiócesis existían 53 parroquias.

## Historia
El vicariato apostólico del Alto Congo Francés fue erigido el 14 de octubre de 1890 con el breve Ob nimiam del papa León XIII, con el que el pontífice dividía en dos el vicariato apostólico del Congo Francés, dando lugar a la actual circunscripción y al vicariato apostólico del Congo Francés Inferior, con sede en Loango (hoy arquidiócesis de Pointe-Noire).
El 8 de mayo de 1909 cedió una parte de su territorio para la erección de la prefectura apostólica de Oubangui Chari (hoy arquidiócesis de Bangui).
El 14 de junio de 1922 cambió su nombre por el de vicariato apostólico de Brazzaville.
El 21 de diciembre de 1950 cedió una parte de su territorio para la erección del vicariato apostólico de Fort-Rousset (hoy arquidiócesis de Owando) mediante la bula Quo in Africa Aequatoriali del papa Pío XII.
El 14 de septiembre de 1955 el vicariato apostólico fue elevado a arquidiócesis metropolitana con la bula Dum tantis del papa Pío XII.
El 3 de octubre de 1987 cedió otra porción de su territorio para la erección de la diócesis de Kinkala mediante la bula Ecclesia sancta del papa Juan Pablo II.

## Estadísticas
Según el Anuario Pontificio 2021 la arquidiócesis tenía a fines de 2020 un total de 712 551 fieles bautizados.
| Año                                                                             | Población            | Población | Población      | Sacerdotes | Sacerdotes    | Sacerdotes    | Bautizados por sacerdote | Diáconos permanentes | Religiosos | Religiosos | Parroquias |
| Año                                                                             | Bautizados católicos | Total     | % de católicos | Total      | Clero secular | Clero regular | Bautizados por sacerdote | Diáconos permanentes | Varones    | Mujeres    | Parroquias |
| ------------------------------------------------------------------------------- | -------------------- | --------- | -------------- | ---------- | ------------- | ------------- | ------------------------ | -------------------- | ---------- | ---------- | ---------- |
| 1950                                                                            | 107 888              | 400 000   | 27.0           | 58         | 7             | 51            | 1860                     |                      | 73         | 47         | 16         |
| 1959                                                                            | 106 267              | 245 000   | 43.4           | 69         | 15            | 54            | 1540                     |                      | 74         | 85         | 17         |
| 1964                                                                            | 160 756              | 360 000   | 44.7           | 77         | 26            | 51            | 2087                     |                      | 67         | 98         | 24         |
| 1980                                                                            | 370 000              | 610 000   | 60.7           | 70         | 20            | 50            | 5285                     | 2                    | 26         | 77         | 31         |
| 1990                                                                            | 322 912              | 840 535   | 38.4           | 63         | 25            | 38            | 5125                     |                      | 108        | 132        | 35         |
| 1997                                                                            | 588 138              | 1 388 138 | 42.4           | 102        | 62            | 40            | 5766                     |                      | 84         | 74         | 30         |
| 2000                                                                            | 587 065              | 1 387 065 | 42.3           | 82         | 54            | 28            | 7159                     |                      | 72         | 74         | 32         |
| 2001                                                                            | 587 065              | 1 387 065 | 42.3           | 85         | 57            | 28            | 6906                     |                      | 79         | 74         | 32         |
| 2002                                                                            | 587 065              | 1 500 000 | 39.1           | 94         | 65            | 29            | 6245                     |                      | 84         | 88         | 34         |
| 2003                                                                            | 587 065              | 1 500 000 | 39.1           | 85         | 56            | 29            | 6906                     |                      | 84         | 88         | 35         |
| 2004                                                                            | 418 647              | 719 950   | 58.1           | 85         | 51            | 34            | 4925                     |                      | 105        | 88         | 35         |
| 2006                                                                            | 431 225              | 758 000   | 56.9           | 104        | 63            | 41            | 4146                     |                      | 105        | 240        | 40         |
| 2012                                                                            | 505 000              | 886 000   | 57.0           | 146        | 98            | 48            | 3458                     |                      | 184        | 304        | 45         |
| 2015                                                                            | 544 000              | 955 000   | 57.0           | 167        | 107           | 60            | 3257                     |                      | 182        | 282        | 47         |
| 2018                                                                            | 587 385              | 1 031 620 | 56.9           | 166        | 103           | 63            | 3538                     |                      | 162        | 297        | 47         |
| 2020                                                                            | 712 551              | 1 373 382 | 51.9           | 192        | 120           | 72            | 3711                     |                      | 166        | 245        | 53         |
| Fuente: Catholic-Hierarchy, que a su vez toma los datos del Anuario Pontificio. |                      |           |                |            |               |               |                          |                      |            |            |            |

## Episcopologio
- Philippe-Prosper Augouard, C.S.Sp. † (14 de octubre de 1890-3 de octubre de 1921 falleció)
- Firmin Guichard, C.S.Sp. † (12 de junio de 1922-27 de agosto de 1935 falleció)
- Paul Joseph Biéchy, C.S.Sp. † (27 de enero de 1936-18 de julio de 1954 renunció)
- Michel-Jules-Joseph-Marie Bernard, C.S.Sp. † (18 de julio de 1954-2 de mayo de 1964 renunció[nota 1])
- Théophile Mbemba † (23 de mayo de 1964 por sucesión-14 de junio de 1971 falleció)
- Emile Biayenda † (14 de junio de 1971 por sucesión-23 de marzo de 1977 falleció)
- Barthélémy Batantu † (15 de noviembre de 1978-23 de enero de 2001 retirado)
- Anatole Milandou (23 de enero de 2001-21 de noviembre de 2021 retirado)
- Bienvenu Manamika Bafouakouahou, por sucesión el 21 de noviembre de 2021